# Canal d'Arrah
El canal d'Arrah és una branca del Canal Son, avui a l'estat de Bihar (Índia) i anteriorment a la província Bengala.
S'inicia a uns 8 km del Canal Occidental Principal, a Dehri; passa per la ciutat d'Arrah i finalment desaigua al Gangi Nadi que comunica amb el Ganges. La seva longitud és de 104 km; hi ha 13 comportes per compensar el desnivell entre Dehri i el Ganges, el que fa el canal navegable encara que s'aprofita principalment per reg. La seva conca és de 175.000 hectàrees.